# Route nationale 21
La route nationale 21 (RN 21 o N 21) è una strada nazionale lunga 416 km (in origine 454 km) che parte da Limoges e termina a Lourdes.

## Percorso
Si stacca dall’ex N20 a Limoges, quindi segue la Vienne fino ad Aixe-sur-Vienne. Si dirige verso sud-ovest attraversando il parco naturale regionale Périgord-Limousin ed in seguito giunge a Périgueux, all’interno della quale è stata declassata a D6021. Continuando nella stessa direzione aggira Bergerac e Villeneuve-sur-Lot, mentre passa per il centro di Agen. Risale la valle del Gers fino ad Auch, quindi cambia direzione e prosegue verso sud-est giungendo così a Tarbes e Lourdes.
Nel 2006 il tratto a meridione di Lourdes è stato declassato a D821: fino ad allora la N21 arrivava ad Argelès-Gazost. Prima del 1972, invece, la strada continuava a risalire la valle della Gave de Pau e si concludeva a Gavarnie: quest’ultimo tratto è oggi denominato D921. Da Pierrefitte-Nestalas, località posta su questo troncone, partiva inoltre la N21c e da Gèdre si diramava la N21d.